# Regimini militantis Ecclesiae

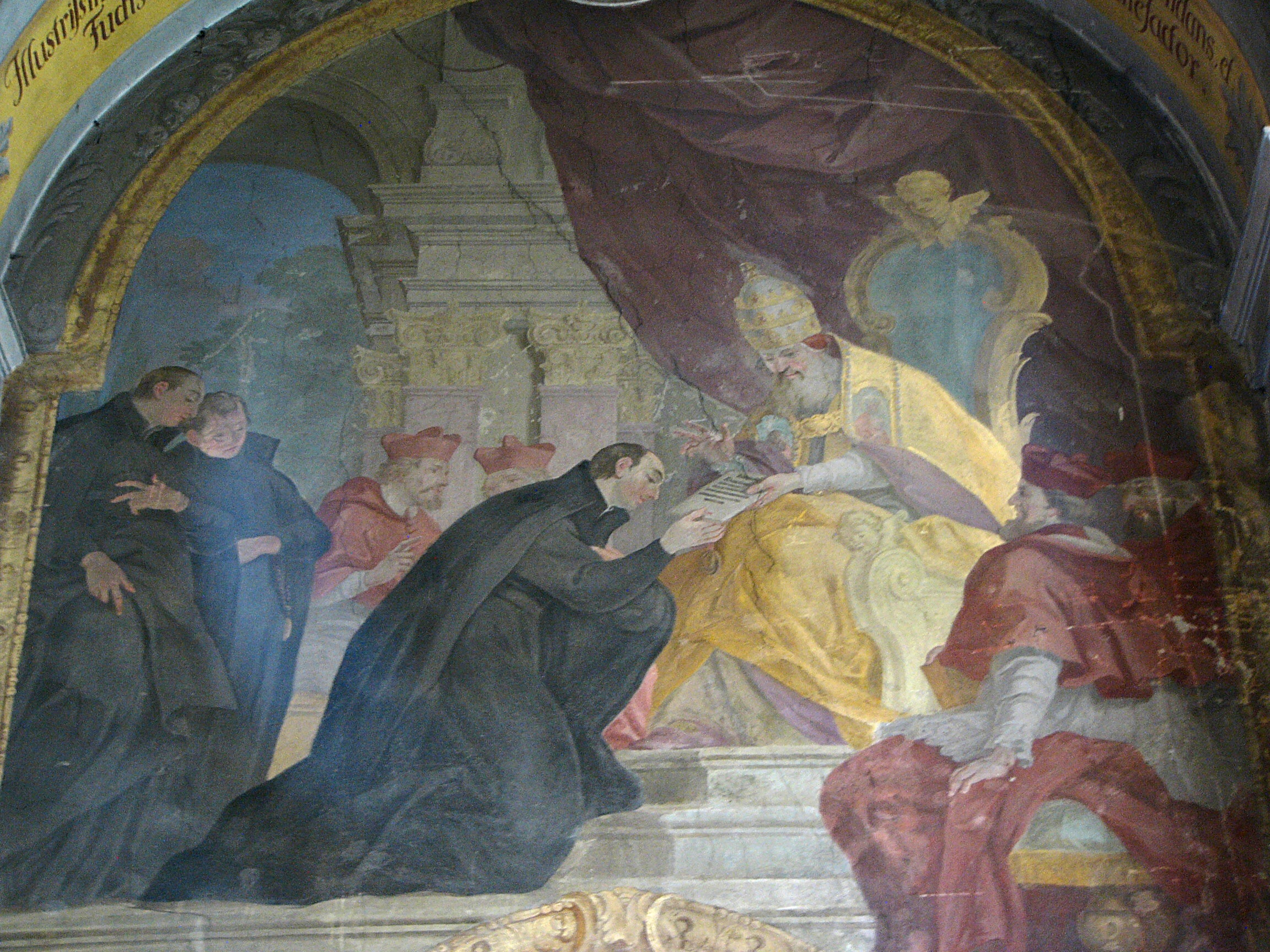
Ignác z Loyoly přijímá z rukou papeže Pavla III. bulu Militantis Regimini ecclesiae (freska Potvrzení regulí jezuitského řádu v olomouckém kostele Panny Marie Sněžné)

Regimini militantis Ecclesiae (česky Řízení bojující církve) je papežská bula ze dne 25. září 1540, kterou papež Pavel III. schválil nově založený jezuitský řád s omezením počtu členů na šedesát. Bula obsahuje také hlavní zásady řádu rozdělené do pěti kapitol, označované jako Formula Instituti.
Pavel III. dal své ústní svolení k činnosti Tovaryšstva Ježíšova již 3. září 1539, když po prozkoumání papežskými teology odsouhlasil pět kapitol hlavních zásad řádu vypracovaných Ignácem z Loyoly, které papeži koncem června předložil kardinál Gasparo Contarini. Po vydání buly Regimini militantis Ecclesiae zvolila první skupina řádových kněží, označovaná jako „reformovaní kněží“, napodruhé Ignáce z Loyoly svým generálním představeným (po první volbě Ignác z Loyoly z pokory funkci nepřijal, po druhé volbě mu přijetí funkce doporučil jeho zpovědník). Početní omezení členů Tovaryšstva Ježíšova zrušil až papež Julius III. bulou Exposcit debitum ze dne 21. července 1550.